# 魁蒿
魁蒿（学名：Artemisia princeps）是菊科蒿属的植物。广泛分布于东亚各地，生长于海拔200米至2,500米的地区，一般生长在山坡、林缘、灌丛、低海拔、中海拔地区的路旁及沟边，目前尚未由人工引种栽培。

## 别名
野艾蒿（植物名实图考（部分）），王候蒿（云南植物名录），五月艾（广东），野艾（湖南），艾叶、黄花艾、端午艾（广西），“陶如格-沙里尔日”（蒙语名）

## 异名
- Artemisia princeps Pamp. var. orientalis (Pamp.) Hara